# The King of Fighters '94
The King of Fighters '94 is een vechtspel voor de arcadehal uit 1994. Het spel is onderdeel van de spelserie The King of Fighters en is ontwikkeld en uitgegeven door SNK.

## Spel
Het is het eerste deel in een serie succesvolle vechtspellen die voor het eerst in de arcadehal verscheen. Het spel verscheen in oktober van 1994 ook voor de Neo Geo AES (thuisversie).
Het spel bevat personages uit andere spelseries van SNK, Fatal Fury en Art of Fighting.
Als plot nemen de vechters het op in een toernooi tegen de kwaadaardige Rugal Bernstein.
In 2004 verscheen er een remake van het spel onder de titel The King of Fighters '94 Re-Bout. Dit deel bevat het oorspronkelijke spel en een versie met verbeterde graphics.

## Ontvangst
Het spel ontving na uitgave positieve recensies. Op verzamelwebsite GameRankings had het een score van 79%. Het spel werd het op een na meest populaire spel in de arcadehallen. Men prees in recensies het goed opgezette gevechtssysteem en de combinatie van vechters. Enige kritiek was er op het niet kunnen kiezen van vechters in de Team Battle-modus.
| Aggregator      | Score |
| --------------- | ----- |
| GameRankings    | 79%   |
| Publicatie      | Score |
| AllGame         | 3,5/5 |
| Eurogamer       | 8/10  |
| Famitsu         | 26/40 |
| IGN             | 8/10  |
| Next Generation | 3/5   |

## Trivia
- Het spel is opgenomen in het boek 1001 Video Games You Must Play Before You Die van Tony Mott.